# Dondo (Moçambic)
Dondo és un municipi de Moçambic, situat a la província de Sofala. En 2007 comptava amb una població de 70.817 habitants. Era una antiga vila que fou elevada a la categoria de municipi el 24 de juliol de 1986.

## Economia
A Dondo hi ha una planta de Cimentos de Moçambique, que utilitzar la pedra calcària de Muanza. L'altra era a Vila de Sena.

## Demografia
| Any  | Població |
| ---- | -------- |
| 1997 | 63 757   |
| 2008 | 77 532   |